# Antonella Bruno Ganeri
Antonella Bruno Ganeri (Paola, 3 novembre 1938) è una politica italiana, ex senatrice della Repubblica.
Ispettore della pubblica istruzione, è stata sindaco di Paola (Cosenza) dal 1993 al 2001 e senatrice della Repubblica Italiana dal 1994 al 2001.